# Người Buru
Người Buru (tiếng Indonesia: Suku Buru) là một nhóm dân tộc, chủ yếu sống tại đảo Buru của Indonesia, cũng như một số đảo khác thuộc quần đảo Maluku. Họ tự gọi mình là Gebfuka hay Gebemliar. Người Buru liên quan đến những nhóm dân tộc tại đông Indonesia và cũng có nhiều tương đồng với các nhóm người bản địa khác trên đảo Buru. Họ nói tiếng Buru.

## Dân cư
Khoảng 33.000 trong số 35.000 người Buru sống trên đảo Buru; chiếm khoảng một phần tư dân số đảo (135.000 tính đến năm 2009) và là nhóm dân tộc đông dân nhất tại đây; khoảng 2.000 sống trên đảo Ambon, và vài trăm người khác sống rãi rác khắp tỉnh Maluku và thủ đô Jakarta của Indonesia. Cũng có cộng đồng người Buru nhỏ ở Hà Lan, gồm những hậu duệ của những người lính Cộng hòa Nam Maluku (tiếng Indonesia: Republik Maluku Selatan).
Người Buru hiện diện khắp hòn đảo, trừ vài phần ở bờ biển phía bắc hay vùng rừng núi trung tâm dân cư thưa thớt. Tại nhưng điểm dân cư lớn, như Namrole và Namlea, có thể ít gặp người Buru hơn do nhiều nhóm dân tộc đổ về đây. Thời kì đầu của sự thuộc địa hóa của Hà Lan vào thế kỷ 17, nhiều người bị chuyển đến phía đông đảo và dần hòa lẫn vào người Kayeli. Có nhiều phân nhóm người Buru, gồm Rana (14.258 người tại trung tâm đảo), Masarete (chừng 9.600 tại phía nam), Wae Sama (6.622 người tại miền đông nam) và Fogi (khoảng 500 tại phía tây).

## Ngôn ngữ

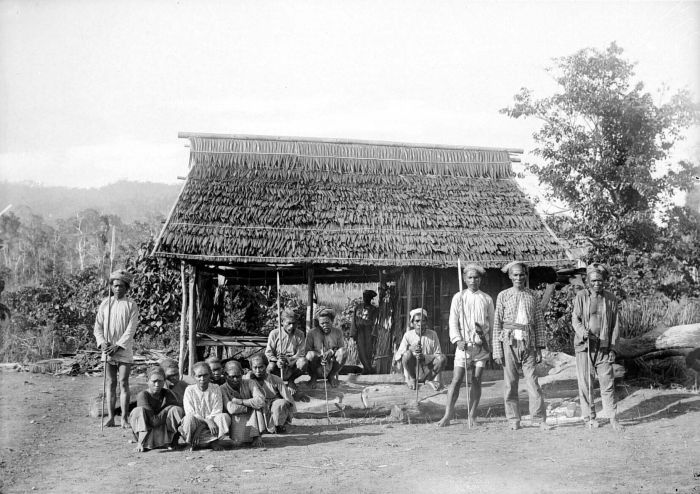
Nhà người Buru, đầu thập niên 1900.

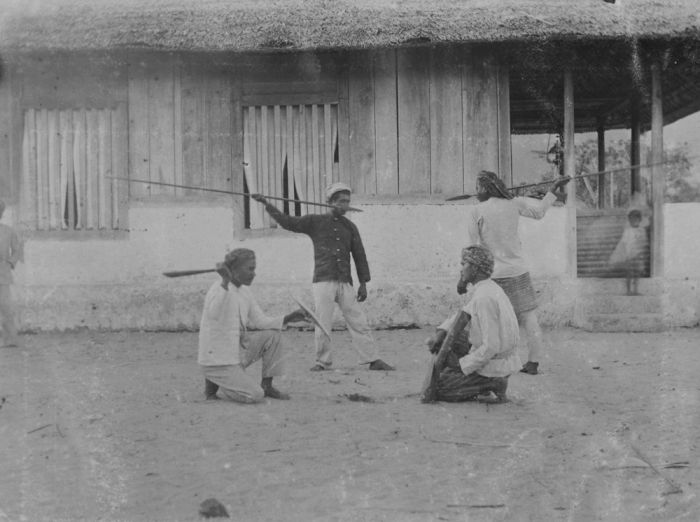
Người Buru biểu diễn kỹ thuật đâm giáo.

Người Buru nói tiếng Buru, một ngôn ngữ thuộc nhánh Trung Maluku của ngữ tộc Malay-Polynesia. Có ba phương ngữ chính, phân theo ba nhóm tiểu dân tộc Rana, Masarete và Wae Sama. Thêm vào đó, có khoảng 3.000–5.000 người Rana mà ngoài phương ngữ chính của họ, còn dùng một phương ngữ tên Ligahan. Phương ngữ Fogi nay đã biến mất. Sự khác biệt từ vựng tương đối giữa các phương ngữ nhỏ: Masarete và Wae Sama tương đồng 90%, Masarete và Rana tương đồng 88%, Wae Sama và Rana tương đồng 80%. Ngoài ngôn ngữ bản địa, đa phần người Buru, nhất là những người ở vùng bờ biển hay khu dân cư lớn cũng biết tiếng Indonesia. Dân cư vùng bờ biển còn dùng phương ngữ Ambon của tiếng Mã Lai (Melayu Ambon).

## Tôn giáo
Về tôn giáo, có thể chia người Buru thành hai nhóm, nhóm theo Hồi giáo Sunni đa phần sống tại nửa bắc của đảo, và nhóm theo Kitô giáo tại nửa nam. Tàn dư của các đức tin truyền thống vẫn hiện diện khắp nơi. Cuộc khủng hoảng kinh tế vào thập niên 1990 đã dẫn đến sự xung đột về tôn giáo trong nội bộ người Buru. Chỉ trong vài ngày vào tháng 12 năm 1999, 43 người đã bị giết hại và hơn 150 ngôi nhà bị đốt cháy tại làng Wainibe.